# Бундесрат (Німеччина)

Бундесрат (нім. Bundesrat, дослівно — Федеральна Рада) — державний законодавчий орган ФРН, який представляє шістнадцять земель (федеративних штатів) Німеччини на федеральному рівні (нім. Bundesebene). Бундесрат засідає в колишньому пруському Домі лордів у Берліні. Його друга резиденція розташована в колишній західнонімецькій столиці Бонні.
Бундесрат законодавчо працює разом з Бундестагом. Бундесрат складається з членів, призначених урядами земель, а Бундестаг — з представників, обраних безпосередньо німецьким народом. Закони, що впливають на повноваження земель і всі конституційні зміни, потребують згоди обох палат. Через свою дещо подібну функцію Бундесрат іноді (спірно) описується як верхня палата парламенту на зразок Сенату США, Канадського Сенату та Британської палати лордів.
Назва «Бундесрат» використовувалася аналогічними органами в Північнонімецькій конфедерації (1867) та Німецькій імперії (1871). Попередником Бундесрату в Веймарській Республіці (1919—1933) був Райхсрат.
Політичний склад Бундесрату залежить від змін у владі в землях Німеччини, а отже, від виборів у кожній з земель. Кожна делегація землі в Бундесраті є, по суті, представництвом уряду землі і відображає політичний склад урядової коаліції в кожному земельному парламенті. Таким чином, Бундесрат є постійним органом і не має законодавчих періодів.
З організаційних причин Бундесрат структурує свій законодавчий календар за бізнес-роками (Geschäftsjahre), починаючи кожен рік 1 листопада. Кожен бізнес-рік збігається з однорічним терміном Президії Бундесрату. Сесії рахуються безперервно з першої сесії 7 вересня 1949 року. Тисячна сесія Бундесрату відбулася 12 лютого 2021 року і була відкритою промовою президента Німеччини Франка-Вальтера Штайнмаєра.

## Історія

### Німецький союз
Історичним попередником Бундесрату була Федеральна конвенція (Конфедеративний парламент) Німецького союзу (1815—1848, 1850/1851–1866). Ця Федеральна конвенція складалася з представників держав-членів. Перший основний закон (Bundesakte) Німецького союзу визначав, скільки голосів мала кожна з держав-членів для двох різних формувань парламенту. Парламент був єдиним органом — розподілу влади не існувало. Його очолював представник Австрії.
У революції 1848 року Бундестаг передав свої повноваження імперському регенту та був активований лише в 1850—1851 роках. Кілька інших спроб реформувати Конфедерацію передбачали збереження Бундестагу та додавання парламенту і суду. Одна з цих спроб, запропонований Закон про реформи 1863 року, ввела термін «Бундесрат». Однак із розпуском Конфедерації в серпні 1866 року парламент і федеральне законодавство припинили своє існування.
Цей період в історії Німеччини був надзвичайно важливим, оскільки він заклав основи для подальшого розвитку політичних інститутів країни. Конфедерація, незважаючи на свої обмеження, стала етапом, на якому тестувалися різні форми співпраці між державами. Період боротьби за демократію та національну ідентичність під час революції 1848 року відобразив прагнення народів до більшої участі в політичному житті. Спроби реформування системи з метою створення більш збалансованого представництва та забезпечення розподілу влади були невід'ємною частиною цього процесу. Таким чином, ідея Бундесрату, що виникла з цього контексту, відображала прагнення до більшої інтеграції між різними німецькими державами та створення стійкої політичної структури, що зможе адекватно реагувати на потреби часу.

#### Бундесрат 1867—1918
1 липня 1867 року була створена Північнонімецька конфедерація як конфедеративна держава. Рейхстаг, був одним з законодавчих органів. Іншим був Бундесрат (Bundesrath- за старою орфографією). Цей орган був спеціально змодельований за аналогією зі старим парламентом. Коли Конфедерація була перетворена та переіменована на Німецьку імперію (Deutsches Reich) у 1871 році, Бундесрат зберіг свою назву.
Хоча делегати початкового Бундесрату, як і представники Рейхсрату, призначалися урядами штатів, зазвичай це були високопосадовці, а не члени кабінету. Перший Бундесрат мав значну владу; кожен законопроект потребував його згоди, що ставило його на один рівень з обраним Рейхстагом. Він також міг, за згодою імператора, розпустити Рейхстаг.

##### Веймарська Республіка
Під час революції 1918 року революційний орган Рада народних уповноважених (Rat der Volksbeauftragten) обмежив повноваження Бундесрату лише його адміністративними функціями. Державний комітет (Staatenausschuss) супроводжував реформу Німеччини, але не мав офіційної ролі в установленні нової конституції. Згідно з Веймарською конституцією, 1 серпня 1919 року Бундесрат був замінений на Рейхсрат (1919—1934).
Рейхсрат Веймарської Республіки (1919—1934) мав значно менший вплив, оскільки міг лише накладати вето на законопроекти — і навіть тоді його рішення могли бути скасовані Райхстагом. Однак для скасування вето Рейхсрату вимагалася двотретинна більшість у Рейхстазі, до складу якого входила велика кількість партій з різними поглядами. Отже, у більшості випадків законопроекти, на які накладав вето Рейхсрат, не проходили через брак єдності серед партій, що входили до складу Рейхстагу. Рейхсрат був скасований «Законом про скасування Рейхсрату» 14 лютого 1934 року, приблизно через рік після приходу Гітлера до влади.

## Склад Бундесрату

### Історично
Для Федерального парламенту 1815 року основний закон (Bundesakte) встановив дві різні форми. У Пленарному засіданні, для найважливіших рішень, кожна держава мала принаймні один голос. Великі держави, такі як Австрія, Пруссія, Баварія, Саксонія, Ганновер та Вюртемберг, мали по чотири голоси, а менші держави — три або два. З 39 держав 25 мали лише один голос.
Північнонімецька конфедерація була відмінним утворенням від Німецької конфедерації, але також може розглядатися як результат тривалої реформи в рамках Німецької конфедерації. Новий Бундесрат навіть посилався на старий парламент у статті 6, коли розподіляв голоси для кожної з держав. Пруссія, спочатку з чотирма голосами, отримала голоси держав, які вона анексувала в 1866 році, тобто Ганновер, Гессен-Кассель, Шлезвіг, Нассау та Франкфурт, у підсумку отримавши 17 голосів. Загальна кількість голосів у 1867 році становила 43.
Коли південнонімецькі держави приєдналися в 1870—1871 роках, переглянуті федеральні конституції виділили нові голоси для них. Баварія мала шість голосів, Вюртемберг — чотири, Баден — три, а Гессен-Дармштадт — три. Загальна кількість голосів зросла до 58, а в 1911 році, з трьома новими голосами для Ельзасу-Лотарингії, до 61 голосу. Прусія залишалася з 17 голосами.
Щоб зрозуміти контекст прусських голосів: 80 % північних німців жили в Прусії, і після 1871 року Пруссія становила дві третини німецького населення та території. Пруссія завжди була недопредставленою в Бундесраті.

#### Веймарська республіка
Рейхсрат, на відміну від попередників, не мав фіксованої кількості голосів для членів. Натомість він запровадив принцип, за яким кількість голосів залежала від фактичної чисельності населення. Спочатку держави отримували один голос за кожні 1 мільйон жителів. У 1921 році це було зменшено до 700 000 жителів на голос.
Жодна держава не могла мати більше ніж 40 відсотків голосів. Це вважалося «clausula antiborussica», що компенсувала домінуюче становище Пруссії, яка все ще містила приблизно дві третини німецького населення. Також, починаючи з 1921 року, половина голосів Пруссії не голосувалася урядом Пруссії, а адміністраціями прусських провінцій.
Наприклад, з 63 голосів у 1919 році Пруссія мала 25 голосів, Баварія — сім, а Саксонія — п'ять. 12 штатів мали лише один голос.

##### Сьогодні
Склад Бундесрат відрізняється від інших подібних законодавчих органів, що представляють штати. Члени Бундесрату не обираються — ані шляхом народного голосування, ані через державні парламенти — а призначаються відповідними державними урядами. Вони не мають вільного мандату (наприклад, більшість парламентських привілеїв у Бундесраті можуть здійснюватися лише землею, а не окремим членом) і служать тільки доти, поки представляють свій штат, а не протягом фіксованого терміну. Проте члени Бундесрату мають таку ж недоторканність, як і члени німецького Бундестагу. Крім того, члени Бундесрату мають безмежний доступ до сесій Бундестагу (де вони мають свої лави ліворуч від президента Бундестагу) та його комітетів і можуть виступати в будь-який час. Найвідоміший випадок використання цього права був здійснений у 2002 році тодішнім сенатором Гамбурга Рональдом Шиллом, який виголосив провокаційну промову, що була широко осуджена.
Зазвичай делегація штату складається з міністра-президента (якого в Берліні називають керуючим бургомістром, президентом сенату в Бремені та першим бургомістром у Гамбурзі) та інших міністрів кабінету (яких у Берліні, Бремені та Гамбурзі називають сенаторами). Державні кабінети можуть призначати стільки делегатів, скільки голосів має штат, і зазвичай так і роблять, але можуть також надіслати одного делегата, щоб представляти всі голоси штату. Всі інші міністри/сенатори зазвичай призначаються заступниками делегатів. У будь-якому випадку, штат має голосувати єдино, тобто без розподілу голосів. Якщо члени Бундесрату з одного штату голосують по-різному, всі голоси штату зараховуються як утримання. Відомим прикладом цього був дуже близький голос у 2002 році щодо нового закону про імміграцію, коли заступник міністра-президента Бранденбургу Йорг Шенбохм (CDU) проголосував проти, а державний міністр Альвін Ціль (SPD) — за.
Оскільки вибори в штатах не координуються по всій Німеччині та можуть відбуватися в будь-який час, розподіли більшості в Бундесраті можуть змінюватися після будь-яких таких виборів. Навіть без нових виборів у штаті можливо, що державний парламент формує новий уряд, оскільки виникає нова коаліція.
Кількість голосів, виділених штату, базується на формі дегресивної пропорційності відповідно до його населення. Таким чином, менші штати мають більше голосів, ніж розподіл пропорційно до населення. Присутність невеликих міст-держав Бремена, Гамбурга та Берліна, запобігає Бундесрату мати сільське та консервативне упередження, характерне для багатьох подібних законодавчих органів, які підтримують малочисельні штати. Розподіл голосів регулюється німецькою конституцією (Grundgesetz). Усі голоси штату голосуються єдино — або за, проти, або утримуються від пропозиції. Кожному штату виділяється щонайменше три голоси, а максимум — шість. Штати з населенням більше:
- 2 мільйонів жителів мають 4 голоси,
- 6 мільйонів жителів мають 5 голосів,
- 7 мільйонів жителів мають 6 голосів.

Згідно з традицією, землі під управлінням SPD узагальнюються як А-землі, тоді як ті, що мають уряди під управлінням CDU або CSU, називаються B-землями.

## Голосування
На відміну від багатьох інших законодавчих органів, делегати Бундесрату від кожної окремої землі зобов'язані голосувати блоком, оскільки голоси не є особистими, а представляють уряд відповідної землі. Делегати не є незалежними членами Бундесрату, а виступають уповноваженими представниками урядів федеральних земель. Якщо члени делегації голосують по-різному, тоді весь голос відповідної землі вважається недійсним. Ця традиція бере свій початок з Бундесрату 1867 року і є конституційною вимогою.
Делегати однієї землі є рівноправними в Бундесраті, отже, прем'єр-міністр не має жодних особливих прав у порівнянні зі своїми міністрами. Однак існує можливість (і навіть звичай) того, що один із делегатів може проголосувати від імені всієї землі, навіть якщо інші члени делегації присутні.
Між 1949 та 1990 роками Західний Берлін був представлений чотирма членами, обраними його Сенатом, але через неоднозначний правовий статус міста вони не мали права голосу.

### Вето партій на закони з погодженням
Оскільки коаліційні уряди є звичайним явищем у землях, держави часто вирішують утриматися від голосування, якщо їх коаліція не може погодитися щодо позиції. Утримання від голосування має той же ефект, що й голосування проти пропозиції, оскільки для ухвалення будь-якого рішення Бундесрату потрібна більшість місць (35), а не просто більшість поданих голосів або делегатів, які присутні.
Для законів, які потребують явного погодження Бундесрату, ці утримання означають, що кілька політичних партій, представлених у Бундесраті, фактично мають право вето на законодавство, оскільки можуть заблокувати голоси 35 або більше місць.
Під час коаліції «світлофор» у 2021—2025 роках дві з трьох урядових партій мали таке вето (SPD та Зелені, не FDP), а також опозиційна CDU/CSU, що призвело до фактичної чотиристоронньої коаліції. Протягом 16 років, що передували цьому під час канцлерства Ангели Меркель, Зелені також мали таке вето і використовували його для підтримки ціни на сертифікати викидів.
У зв'язку з загрозою вето з боку опозиції, уряд прагне отримати попередню згоду опозиції з правом вето. Якщо угода не досягається, уряд, як правило, відкладає закони, щоб уникнути вигляду нездатності діяти. Ця законодавча стриманість федерального уряду відображається в емпіричному аналізі федерального законодавства.
Закони з погодженням складають більшість політично важливих законів і становлять приблизно третину від загальної кількості.

#### Головування
Спочатку, з 1867 по 1918 рік, Бундесрат очолював канцлер, хоча він не був членом і не мав права голосу. Ця традиція збереглася в певній мірі, оскільки з 1919 року Рейхсрат все ще мав бути очолюваним членом імперського уряду (часто міністром внутрішніх справ).
З 1949 року президія Бундесрату обирається щорічно серед міністрів-президентів кожної землі. Президент Бундесрату скликає та головує на пленарних засіданнях органу та формально відповідає за представництво Німеччини у справах Бундесрату. Президенту допомагають два віце-президенти, які виконують консультативну роль і заміщують президента у разі його відсутності; попередник поточного президента є першим, а його ймовірний наступник — другим віце-президентом. Разом ці троє формують виконавчий комітет Бундесрату.
Президент Бундесрату («Bundesratspräsident») займає четверте місце в порядку пріоритету після Федерального президента, президента Бундестагу, канцлера та перед президентом Федерального конституційного суду. Президент Бундесрату стає виконуючим обов'язки Федерального президента Німеччини у разі вакантності посади Федерального президента.

##### Організаційна структура
Оскільки Бундесрат значно менший за Бундестаг, йому не потрібна розгалужена організаційна структура Бундестагу. Бундесрат, як правило, планує пленарні засідання раз на місяць з метою голосування щодо законодавства, підготовленого в комітетах. Для порівняння, Бундестаг проводить близько п'ятдесяти пленарних засідань на рік.
Делегати Бундесрату рідко відвідують засідання комітетів; замість цього вони передають цю відповідальність державним службовцям з їхніх міністерств, що дозволено Основним законом. Делегати зазвичай проводять більшість свого часу у столицях своїх земель, а не у федеральній столиці. Делегації підтримуються Landesvertretungen, які фактично виконують функції посольств земель у федеральній столиці.

###### Завдання
Законодавча влада Бундесрату є підпорядкованою владі Бундестагу, але, незважаючи на це, він відіграє важливу законодавчу роль. Федеральний уряд зобов'язаний спочатку представляти всі свої законодавчі ініціативи Бундесрату; тільки після цього пропозицію можна передати Бундестагу.
Бундесрат також має затверджувати всі закони, що стосуються сфер, у яких землі мають спільні повноваження і мають виконувати федеральні правила. Для цього потрібно, щоб більшість голосів була «за». Якщо коаліція земель не може домовитися і утримується від голосування, це вважається голосуванням проти законопроекту.
З часом Бундесрат розширив свої законодавчі повноваження, доводячи, що варто враховувати більше питань, які впливають на землі. Наприклад, у 1949 році лише 10 % федеральних законів вимагали схвалення Бундесрату, а до 1993 року ця цифра зросла до 60 %. Основний закон надає Бундесрату право вето на такі закони.
Конституційні зміни вимагають схвалення більшістю у дві третини всіх голосів у Бундестазі та Бундесраті, таким чином, Бундесрат має абсолютне вето проти змін до конституції.
Проти всього іншого законодавства Бундесрат має зупиняюче вето.

## Керівництво
На 2011 рік головою Бундесрату є Єнс Бернзен.

## Представництво
Землі з чисельністю населення до двох мільйонів чоловік (Бремен, Гамбург, Саар, Мекленбург — Передня Померанія) мають в бундесраті три голоси, від двох до шести мільйонів чоловік (Берлін, Бранденбург, Рейнланд-Пфальц, Саксонія, Саксонія-Ангальт, Шлезвіг-Гольштейн, Тюрингія) — чотири голоси, від шести до семи мільйонів чоловік (Гессен) — п'ять голосів, понад сім мільйонів чоловік (Баварія, Баден-Вюртемберг, Нижня Саксонія, Північний Рейн — Вестфалія) — шість голосів. Кількість голосів означає, в першу чергу, яку кількість делегатів може відрядити земельний уряд в бундесрат. Делегація, як правило, очолюється головою уряду землі. Голоси однієї землі можуть подаватися тільки узгоджено. Станом на 2018 рік загальна кількість членів Бундесрату становить 69 осіб.

## Діяльність
Завдяки бундесрату землі беруть участь у законодавчій і виконавчій діяльності.
При різній розкладці політичних сил на рівні федерації та в землях бундесрат може стати політичною противагою і тим самим інструментом опозиції, але не слід дорікати йому обструкціонізм. Але навіть без участі опозиції він часто перешкоджає бундестагу у проведенні законопроєктів, особливо тих, що погіршують правовий статус земель, оскільки в бундесраті прийнято ставити інтереси своєї землі вище партійної лінії. Згідно з твердо установленим порядком ротації бундесрат обирає на рік свого голову з числа представлених у ньому земель. Голова бундесрату виконує обов'язки федерального президента, коли останній не в змозі їх здійснювати.